# 長井村 (山形県)
長井村（ながいむら）は山形県西置賜郡にあった村。現在の長井市中心部の北方、山形鉄道フラワー長井線沿線にあたる。現在の長井市は1954年に新設合併によって発足したもので、本村とは別の自治体である。また、長井町は発足から廃止まで並存した別の自治体である。

## 地理
- 河川：最上川、置賜野川、草岡川

## 歴史
- 1889年（明治22年）4月1日 - 町村制の施行により、成田村、五十川村、白兎村、森村の区域をもって発足。
- 1954年（昭和29年）11月15日 - 長井町・豊田村・平野村・西根村・伊佐沢村と合併して長井市が発足。同日長井村廃止。

## 交通

### 鉄道路線
- 日本国有鉄道
  - 長井線（現・山形鉄道フラワー長井線）
    - 羽前成田駅

現在は旧町域に白兎駅が所在するが、当時は未開業。

### 道路
- 西部街道（現・国道287号）